# Appignano del Tronto

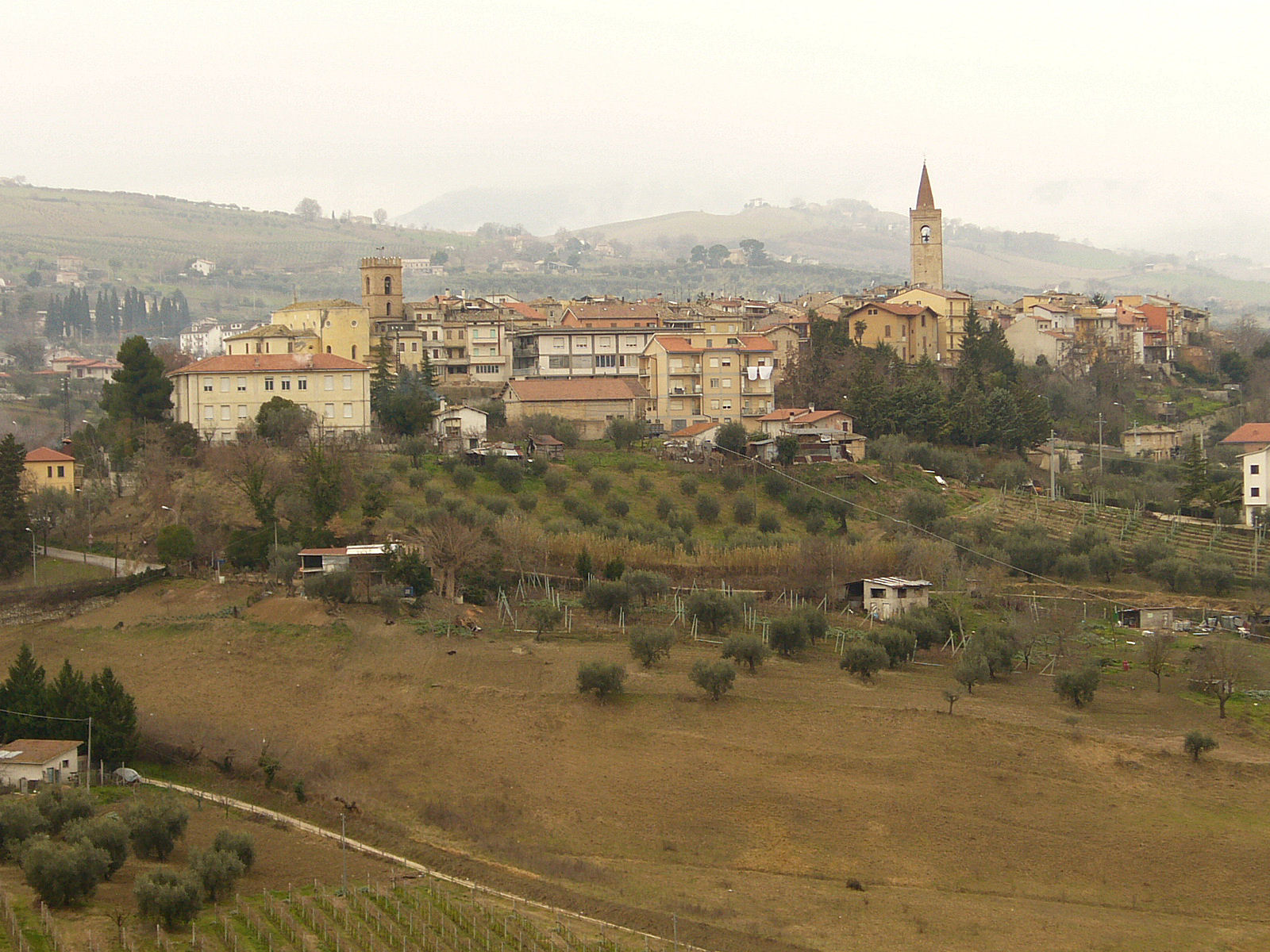
Blick auf Appignano del Tronto

Appignano del Tronto (im lokalen Dialekt: Appëgnà) ist eine italienische Gemeinde (comune) mit 1635 Einwohnern (Stand 31. Dezember 2023) in der Provinz Ascoli Piceno in den Marken. Die Gemeinde liegt etwa 11 Kilometer ostnordöstlich von Ascoli Piceno und gehört zur Comunità montana del Tronto. Bis einschließlich 1879 hieß die Gemeinde noch Appignano di Offida.

## Söhne und Töchter
- Francesco Marinelli (1935–2024), römisch-katholischer Erzbischof von Urbino-Urbania-Sant’Angelo in Vado